# تپه کانی چاکی
تپه کانی چاکی مربوط به سدهٔ ۸–۶ ه.ق است و در شهرستان پیرانشهر، بخش لاجان، دهستان لاهیجان غربی، روستای خالدار واقع شده و این اثر در تاریخ ۲۵ آبان ۱۳۸۷ با شمارهٔ ثبت ۲۳۵۲۶ به‌عنوان یکی از آثار ملی ایران به ثبت رسیده است.